# محمد علي شاه آبادي
محمد علي بيد آبادي الأصفهاني المعروف بـ(شاه آبادي) (1872 في أصفهان - 24 تشرين الثاني 1949، في طهران)، كان صوفيًا إيرانيًا ومجتهدًا شيعيًا. وكان مشهورًا أيضًا بفيلسوف الفطرة. كان ابن محمد جواد حسين آبادي أصفهاني (المعروف باسم بيد آبادي)، وجواد، ومحمد، ومهدي، وحسين، وحسن، وعبد الله، وعباس، وروح الله، ونصر الله، ونور الله هم أبناؤه.

## التعليم
وُلد محمد علي بيد آبادي أصفهاني (شاه آبادي) عام 1872 في حي حسين آباد في أصفهان. ذهب إلى النجف بعد دراسته الأولية والثانوية وتعلم العلوم العرفانية والفلسفية النظرية على يد الميرزا هاشم الأشكوري. وكان شاه آبادي تلميذًا لمحمد كاظم الخراساني وميرزا تقي الشيرازي لمدة سبع سنوات، وحصل على الإذن بالاجتهاد من هذين المرجعين والثلاثة الآخرين.
عاش في طهران من عام 1912 إلى عام 1928، وخلال هذه الفترة كان مشغولًا بالتدريس وإمامة صلاة الجماعة. كما كانت له خلال هذه الفترة علاقة وثيقة مع حسن المدرس. وفي الأشهر الأخيرة من إقامته في طهران حاصر مرقد عبد العظيم الحسني احتجاجًا على تصرفات شاه رضا البهلوي، وبعد ذلك، وبناءً على طلب عبد الكريم الحائري اليزدي، غادر إلى قم، حيث قام بتدريس الفقه الإسلامي والأصول والتصوف. ومن أبرز طلابه في هذه الفترة روح الله الخميني ومحمد كاظم شريعتمداري، اللذين درسا عليه نصوص التصوف النظري لمدة سبع سنوات. وفي عام 1935، ذهب إلى طهران مرة أخرى، حيث قام بالتدريس وأقام الصلاة الجماعية.
وقد أرست جهوده في طهران الأساس لأنشطة وحركات أخرى واصلها المثقفون الدينيون بعد الغزو الأنجلو السوفييتي لإيران في سبتمبر/أيلول 1941 م. بالإضافة إلى الفقه الإسلامي ومبادئه، كان بارعًا أيضًا في الرياضيات والعلوم الباطنية، واللغة الفرنسية.

## تلاميذه
كان لمحمد علي شاه آبادي العديد من التلاميذ، أصبح معظمهم علماء مشهورين. بما في ذلك:
- روح الله الخميني
- شهاب الدين المرعشي النجفي
- ميرزا هاشم الآملي
- محمد كاظم شريعتمداري
- محمد صادقي طهراني
- أبو القاسم جورجي
- عبد الكريم حقشناس
- عبد الجواد فلاتوري
- موسى مازندراني
- نور الدين إشني القديجاني
- محمد رضا طباسي
- محمد ثقفي الطهراني
- حسن قهرماني
- السيد علي بهشتي
- روح الله كمالوند خرام آبادي
- خليل قمرائي
- حسن أحمدي أولون آبادي
- محمد علي رضائي منش
- حيدر آقا معجزة
- الملا علي همداني
- سيد رضا بهاديني

## أعماله
الكتب التي كتبها في حياته هي:
- شذرات المعارف (باللغة العربية)
- رشحات البحار (باللغة العربية)
- مفتاح السعادة في أحكام العبادات (باللغة العربية)
- حاشية نجاة العباد (باللغة العربية)
- منازل السالكين (باللغة العربية)
- حاشيه كفاية الأصول لأخوندي الخراساني (باللغة العربية)
- حاشية فصول الأصول (باللغة العربية)
- رسالة العقل والجهل (باللغة العربية)
- تفسيري مشتمل بار التوحيد، أخلاق وسيرو سولوك ( باللغة الفارسية)
- جهار رساله درباريه نبوفت امه وخاسة ( باللغة الفارسية)

## الوفاة
تُوفي محمد علي بيد آبادي أصفهاني (شاه آبادي) يوم الخميس 24 تشرين الثاني 1949 عن عمر يناهز 77 عامًا. دُفن في مرقد عبد العظيم الحسني الواقع في شهر ري.

## طالع أيضًا
- محمد جواد أنصاري همداني
- عباس قوشاني
- أحمد خونساري
- محمد علي ناصري
- محمد بهبهاني
- محمد حسين الطباطبائي
- ميرزا جواد آغا طهراني
- سيد أبو الحسن شمس آبادي